# Polyorycta secta
Polyorycta secta là một loài bướm đêm trong họ Noctuidae.